# ダン・スピッツ
ダン・スピッツ（Dan Spitz、1963年1月28日 - ）は、アメリカのギタリスト、エンジニア。スラッシュメタルバンド、アンスラックスで活動していた。その後、高級時計製造とマイクロメカニカルエンジニアリングでスイスとアメリカの学位を取得し、ブラック・サバスなどで活動していたベーシストのデイヴ・スピッツは実兄。

## 経歴
1963年1月28日、ニューヨーク州ロックランドで、弁護士と高校の代用教員の両親の次男として生まれた。一家は正統派ユダヤ人の家系(スピッツ自身は1993年にキリスト教／メシアニック・ユダヤ教に改宗)。
1981年、オーヴァーキルに加入。
1983年にアンスラックスに加入し、アルバム『Fistful of Metal』、『Armed and Dangerous』、『Spreading the Disease』、『Among the Living』、『State of Euphoria』、『Persistence of Time』、『Sound of White Noise』でリード・ギターを務めた。この時期、バンドは全世界で3,000万枚以上のアルバムを売り上げた。
1995年、時計製造の仕事に就くためにアンスラックスを脱退。奨学金でスイスの時計学校WOSTEPに通った。
2005年、アンスラックスのオリジナル・ラインナップの再結成ツアーに参加。
2009年6月、心臓発作に見舞われ、3度のバイパス手術を受けた。彼は完全に回復したが、多くの動脈にステントが付けられた。
2010年、デイヴ・ムステイン、ドン・チャフィン、クリス・ヴレナとレッド・ラムを結成。デイヴは初期のメンバーだったが、後に作曲家としてバンドに貢献した。ムステインとスピッツが書いた「パズル・ボックス」は、ヘヴィメタルで自閉症を扱った最初の曲だと言われている。
2012年、スピッツは時計専門誌『Hodinkee』の年間No.1インタビューに選ばれた。
2016年、制作会社Great Big Storyはスピッツの時計師としての仕事に関するドキュメンタリーを制作した。
2017年、元ジャーニーのドラマー、ディーン・カストロノヴォとバンドを結成した。
現在はスイスの時計会社ショパールの北米事業の時計師インストラクターとして勤務している。

## 楽器
スピッツはジャクソン・ギターを愛用していたことで知られ、グローヴァー・ジャクソンとギターのデザインのコラボレーションを行ったこともある。アンスラックスの再結成ツアー中、スピッツはポール・リード・スミス・ギターを推薦し、"スピッツ "ヘッドストックのカスタムモデルを使用した。
アンスラックス時代はマーシャル・アンプを使用しており、ジム・マーシャルとのコラボレーションから生まれたプリJCM800を使用していた。その後、Mesa/Boogieに乗り換え、自身で改造したMark IICヘッドを使用した。アンスラックス再結成期は、MatchlessのヘッドとMarshallのポイント・ツー・ポイント・ワイヤード2203改造ヘッドを使用し、Keeley改造のBoss DS-1でプッシュしていた。

## ディスコグラフィー

### アンスラックス
- Fistful of Metal (1984)
- Armed and Dangerous (1985)
- Spreading the Disease (1985)
- Among the Living (1987)
- State of Euphoria  (1988)
- Persistence of Time (1990)
- Sound of White Noise (1993)
- Alive 2 (2005)

### レッド・ラム
- Red Lamb (2012)